# Bernegal

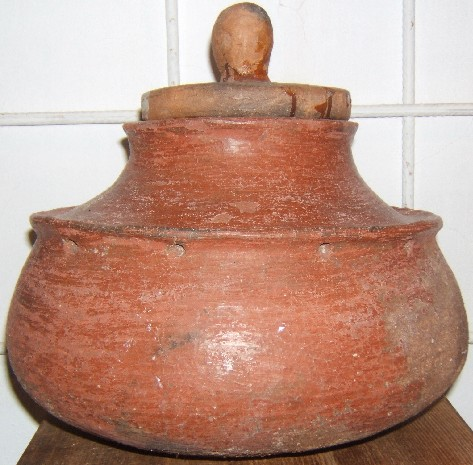
Bernegal canario de autora anónima, hecho en el barrio de El Cercado, el más importante centro locero de toda la isla de La Gomera.

El bernegal es un término con dos acepciones, ambas referidas a un recipiente para beber: bien una taza ancha de boca, con el borde ligeramente ondulado, o bien una vasija grande o tinaja pequeña, que recibe el agua destilada por un filtro. Se acepta como etimología válida: del árabe berniya, vaso de barro o cristal.
En el contexto de la alfarería española y venezolana, los bernegales son piezas típicas de la primitiva locería canaria. Como casi toda la cerámica del archipiélago canario estaban hechos por mujeres, las tradicionales loceras, artesanas que conservaron durante varios siglos métodos y formas de cerámica ancestrales.
El bernegal canario varía mucho en su apariencia según el origen de producción, y aún en un mismo centro locero presenta distintas formas: en la localidad tinerfeña de La Victoria de Acentejo, el bernegal no llevaba tapa pero sí incisiones ornamentales muy simples; los de Chipude, en La Gomera, solían complementarse con un pequeño gánigo para sacar el agua. En la Isla de Gran Canaria por su parte, en el barrio troglodita de La Atalaya en Santa Brígida (Gran Canaria), algunos modelos se adornaban con cuatro asas o sencillas decoraciones lineales. Los bernegales más grandes pueden tener unos diez litros de capacidad.